# Liste des médaillés aux championnats d'Europe de gymnastique artistique - Sol.
| Édition | Lieu              | Or                                          | Argent                                     | Bronze                                                          |
| ------- | ----------------- | ------------------------------------------- | ------------------------------------------ | --------------------------------------------------------------- |
| 1955    | Francfort         | Vladimir Prorok (TCH)                       | Jan Cronstedt (SWE)                        | Adalbert Dickhut (GER)                                          |
| 1957    | Paris             | William Thoresson (SWE)                     | Nick Stuart (GBR)                          | Herbert Schmidt (FRG)                                           |
| 1959    | Copenhague        | Ernst Fivian (SUI)                          | William Thoresson (SWE)                    | Yuri Titov (URS)                                                |
| 1961    | Luxembourg        | Franco Menichelli (ITA)                     | Viktor Leontiev (URS)                      | Miroslav Cerar (YUG)                                            |
| 1963    | Belgrade          | Franco Menichelli (ITA)                     | Valeri Kerdemelidi (URS)                   | Miroslav Cerar (YUG)                                            |
| 1965    | Anvers            | Franco Menichelli (ITA)                     | Miroslav Cerar (YUG) Viktor Lisitsky (URS) | -                                                               |
| 1967    | Tampere           | Lasse Laine (FIN)                           | Franco Menichelli (ITA)                    | Mikolaj Kubica (POL)                                            |
| 1969    | Varsovie          | Raitscho Hristov (BUL)                      | Viktor Lisitsky (URS)                      | Sylwester Kubica (POL)                                          |
| 1971    | Madrid            | Raitscho Hristov (BUL)                      | José Gines (ESP)                           | Nikolay Andrianov (URS)                                         |
| 1973    | Grenoble          | Nikolay Andrianov (URS)                     | Viktor Klimenko (URS)                      | Klaus Köste (GDR)                                               |
| 1975    | Berne             | Nikolay Andrianov (URS) Andrzej Zaina (POL) | -                                          | Jirí Tabak (TCH)                                                |
| 1977    | Vilna             | Aleksandr Tkachev (URS)                     | Vladimir Markelov (URS)                    | Aleksandr Tikhonov (URS)                                        |
| 1979    | Essen             | Stojan Deltchev (BUL)                       | Ralf Barthel (GDR)                         | Lutz Mack (GDR)                                                 |
| 1981    | Rome              | Yuriy Korolev (URS) Roland Bruckner (GDR)   | -                                          | Aleksandr Tkachev (URS)                                         |
| 1983    | Varna             | Plamen Petkov (BUL) Yuriy Korolev (URS)     | -                                          | Philippe Vatuone (FRA) Jens Fischer (GDR) György Guczoghy (HUN) |
| 1985    | Oslo              | Dmitriy Bilozerchev (URS)                   | Philippe Vatuone (FRA)                     | Laurent Barbieri (FRA)                                          |
| 1987    | Moscou            | Valeriy Lyukin (URS)                        | Yuriy Korolev (URS)                        | Gyorgy Guczoghy (HUN)                                           |
| 1989    | Stockholm         | Igor Korobchinsky (URS)                     | Cristian Brezeanu (ROU)                    | Holger Behrendt (GDR)                                           |
| 1990    | Lausanne          | Vitaly Scherbo (URS)                        | Sergei Kharkov (URS)                       | Adrian Gal (ROU)                                                |
| 1992    | Budapest          | Vitaly Scherbo (EUN)                        | Igor Korobchinsky (EUN)                    | Yuri Chechi (ITA) Sergei Kharkov (EUN)                          |
| 1994    | Prague            | Ivan Ivanov (BUL)                           | Ivan Ivankov (BLR) Dmitriy Vasilenko (RUS) | -                                                               |
| 1996    | Broendby          | Vitaly Scherbo (BLR)                        | Eugeni Podgorni (RUS)                      | Grigory Misutin (UKR)                                           |
| 1998    | Saint-Pétersbourg | Alexei Nemov (RUS)                          | Ioánnis Melissanídis (GRE)                 | Alexei Bondarenko (RUS)                                         |
| 2000    | Brême             | Marian Dragulescu (ROU)                     | Gervasio Deferr (ESP)                      | Alexei Bondarenko (RUS) Igor Vichrov (LAT)                      |
| 2002    | Patras            | Alexei Nemov (RUS)                          | Jordan Jovtchev (BUL)                      | Marian Dragulescu (ROU)                                         |
| 2004    | Ljubljana         | Marian Dragulescu (ROU)                     | Jordan Jovtchev (BUL)                      | Rafael Martinez (ESP)                                           |
| 2005    | Debrecen          | Marian Dragulescu (ROU)                     | Razvan Dorin Selariu (ROU)                 | Robert Gal (HUN)                                                |
| 2006    | Volos             | Anton Golotsutskov (RUS)                    | Marian Dragulescu (ROU)                    | Martin Konecny (CZE)                                            |
| 2007    | Amsterdam         | Rafael Martinez (ESP)                       | Thomas Bouhail (FRA)                       | Matthias Fahrig (GER) Elefthérios Kosmídis (GRE)                |
| 2008    | Lausanne          | Anton Golozuzkow (RUS)                      | Răzvan Dorin Şelariu (ROU)                 | Fabian Hambüchen (GER)                                          |
| 2009    | Milan             | Fabian Hambuchen (GER)                      | Matthias Fahrig (GER)                      | Elefthérios Kosmídis (GRE) Alexander Shatilov (ISR)             |
| 2010    | Birmingham        | Matthias Fahrig (GER)                       | Elefthérios Kosmídis (GRE)                 | Daniel Purvis (GBR) Marcel Nguyen (GER)                         |
| 2011    | Berlin            | Flavius Koczi (ROU)                         | Alexander Shatilov (ISR)                   | Golotsutskov Anton (RUS)                                        |
| 2012    | Montpellier       | Eleftherios Kosmidis (GRE)                  | Dzmitry Barkalau (BLR)                     | Gael da Silva (FRA) Alexander Shatilov (ISR)                    |
| 2013    | Moscou            | Max Whitlock (GBR) Alexander Shatilov (ISR) | -                                          | Andrea Cingolani (ITA)                                          |
| 2014    | Sofia             | Denis Ablyazin (RUS)                        | Eleftherios Kosmidis (GRE)                 | Daniel Purvis (GBR) Alexander Shatilov (ISR)                    |
| 2015    | Montpellier       | Kristian Thomas (GBR)                       | David Belyavskiy (RUS)                     | Pablo Brägger (SUI)                                             |
| 2016    | Berne             | Nikita Nagornyy (RUS)                       | Marian Dragulescu (ROU)                    | Alexander Shatilov (ISR)                                        |
| 2017    | Cluj-Napoca       | Marian Drăgulescu (ROU)                     | Dmitriy Lankin (RUS)                       | Alexander Shatilov (ISR)                                        |
| 2018    | Glasgow           | Dominick Cunningham (GBR)                   | Artem Dolgopyat (ISR)                      | Artur Dalaloyan (RUS)                                           |
| 2019    | Szczecin          | Artur Dalaloyan (RUS)                       | Artem Dolgopyat (ISR)                      | Dmitriy Lankin (RUS)                                            |
| 2020    | Mersin            | Artem Dolgopyat (ISR)                       | Aurel Benović (CRO)                        | Yahor Sharamkou (BLR)                                           |
| 2021    | Bâle              | Nikita Nagornyy (RUS)                       | Benjamin Gischard (SUI)                    | Nicola Bartolini (ITA)                                          |
| 2022    | Munich            | Artem Dolgopyat (ISR)                       | Krisztofer Mészáros (HUN)                  | Jake Jarman (GBR)                                               |
| 2023    | Antalya           | Luke Whitehouse (GBR)                       | Artem Dolgopyat (ISR)                      | Milan Hosseini (GER)                                            |
| 2024    | Rimini            | Luke Whitehouse (GBR)                       | Artem Dolgopyat (ISR)                      | Krisztofer Meszaros (HUN)                                       |